# Amtsholung
Der Begriff Amtsholung stammt aus der Telekommunikation und bezeichnet den Vorgang der Belegung einer Amtsleitung.
Beim Aufbau einer Telefonverbindung über öffentliche Telefonnetze wird u. a. eine Verbindung zwischen dem rufenden Apparat und der Vermittlungsstelle hergestellt. Diese Verbindung verläuft über die Amtsleitung. Typischerweise ist die Kapazität einer Vermittlungsstelle niedriger als die Anzahl aller angeschlossenen Teilnehmer, so dass mit der Amtsholung der rufende Teilnehmer auf einen freien Eingang geschaltet wird. Sind alle Eingänge belegt, die Vermittlungsstelle also ausgelastet, schlägt die Amtsholung fehl.
Im Regelfall geschieht die Amtsholung automatisch beim Abheben des Telefonhörers. Der Teilnehmer hört den Wählton und kann den Wahlvorgang beginnen. Bei Telefonanlagen, die zwischen internen und externen Gesprächen unterscheiden, kann es zum Belegen einer Amtsleitung notwendig sein, eine Amtskennziffer (meist die Null) vorzuwählen.
Bei den meisten Telefonanlagen kann das Verhalten bei Externgesprächen eingestellt werden. Ist die sogenannte Spontane oder Automatische Amtsholung aktiviert, wird die Amtskennziffer beim Abheben des Hörers automatisch vorgewählt.